# Adolf Heusinger
Adolf Heusinger (n. 4 august 1897, Holzminden, Saxonia Inferioară, Germania – d. 30 noiembrie 1982, Köln, RFG) a fost un general german, care a servit în forțele armate ale Imperiului German, Republicii de la Weimar, Germaniei Naziste și Germaniei de Vest. Heusinger s-a înrolat ca voluntar în Armata Germană în 1915 și a devenit mai târziu militar profesionist. A îndeplinit timp de două săptămâni funcția de șef al Statului Major General al Armatei în 1944 și a fost șeful biroului de cartografie militară după încheierea războiului. Mai târziu a devenit general în Germania de Vest și a fost șef al Marelui Stat Major al Armatei RFG-ului din 1957 până în 1961, precum și președinte al Comitetului Militar al NATO din 1961 până în 1964.

## Biografie

### Începutul carierei militare
Heusinger s-a născut în orașul Holzminden din Ducatul de Braunschweig al Imperiului German. S-a înrolat în Armata Prusacă în 1915, devenind ofițer în 1917. După război, Heusinger și-a continuat cariera militară în Reichswehr-ul Republicii de la Weimar. În 1931 Heusinger a fost repartizat în Biroul Operațiuni al Oficiului Trupelor (Truppenamt) din cadrul Ministerului Apărării, organizație paravan care îndeplinea rolul Statului Major General al Armatei Germane, prin eludarea prevederilor Tratatului de la Versailles, care interzisese existența instituției respective. În august 1937 Heusinger a fost transferat în Biroul Operațiuni al Statului Major General al Armatei Germane. El a activat acolo, fiind avansat la gradul de locotenent-colonel la 20 martie 1939 și a rămas în această funcție până în 15 octombrie 1940, când a devenit șef al Biroului Operațiuni.

### Activitatea sa în cel de-al Doilea Război Mondial

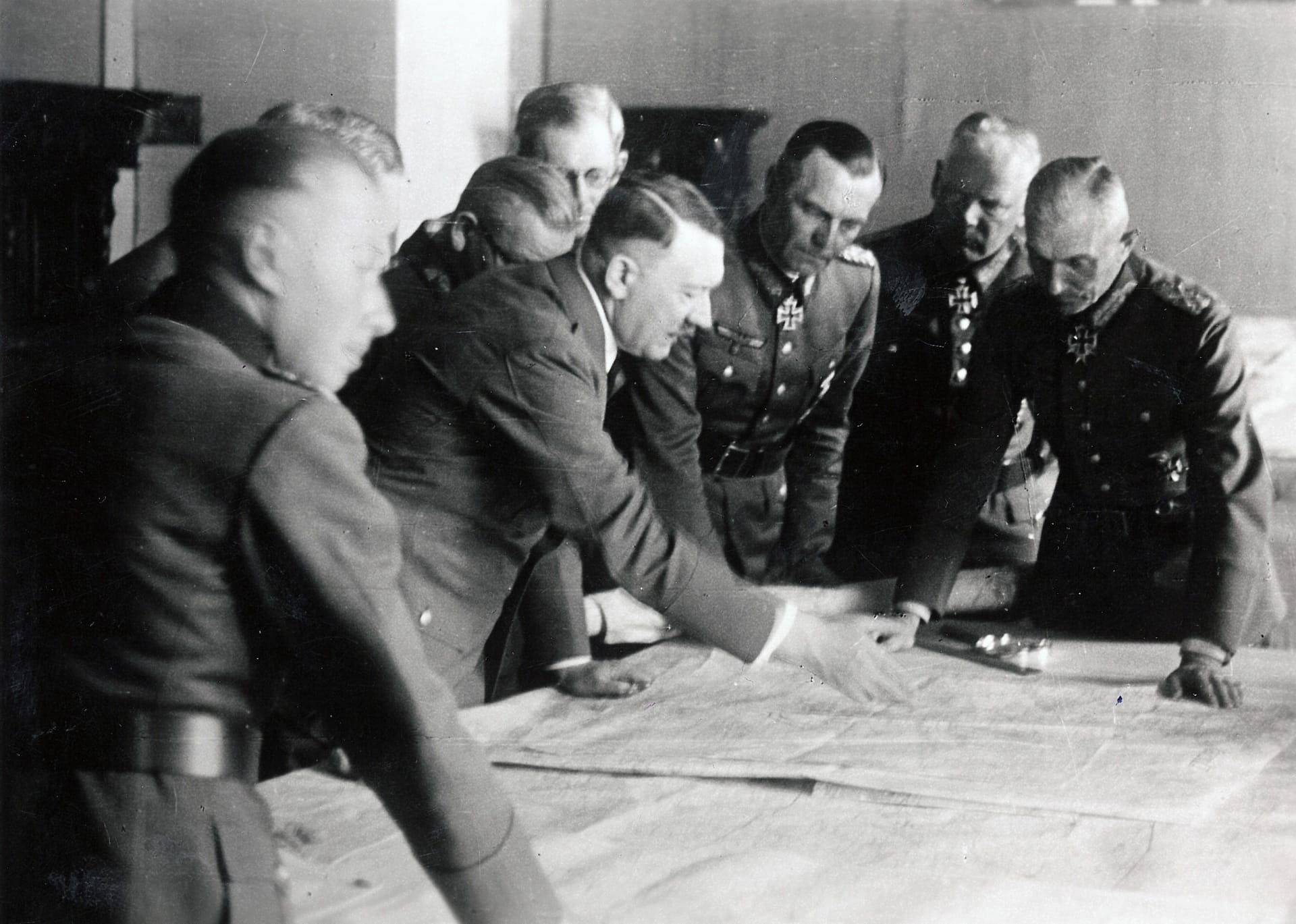
Heusinger (primul din stânga) participând la o ședință cu Adolf Hitler la 1 iunie 1942

Odată cu declanșarea celui de-al Doilea Război Mondial, Înaltul Comandament al Armatei de Uscat (OKH) a început să dirijeze operațiunile militare de război. Heusinger i-a însoțit pe teren pe comandanții militari germani și a participat la planificarea operațiunilor militare pentru invadarea Poloniei, Danemarcei, Norvegiei, Franței și Țărilor de Jos. El a fost avansat la gradul de colonel în 1 august 1940 și a devenit șef al Operationsabteilung în octombrie 1940, devenind al treilea în ierarhia Statului Major General al Armatei de Uscat, după șeful Statului Major General, generalul Franz Halder, și adjunctul său, generalul Friedrich Paulus.
După invadarea Uniunii Sovietice în iunie 1941, OKH a fost responsabil în primul rând pentru planificarea operațiunilor militare de pe acel front, în timp ce Înaltul Comandament al Forțelor Armate (Oberkommando der Wehrmacht sau OKW) era responsabil pentru planificarea operațiunilor militare de pe celelalte fronturi. În septembrie 1942 generalul Halder a fost înlocuit din funcția de șef al Statului Major General de către generalul Kurt Zeitzler. Heusinger a rămas șef al Operationsabteilung și a fost avansat la gradul de Generalleutnant la 1 ianuarie 1943. În iunie 1944 Zeitzler s-a îmbolnăvit, iar pe 10 iunie Heusinger a preluat temporar postul de șef al Statului Major General al Armatei de Uscat. În această calitate, a participat la întâlnirea comandanților militari germani cu Hitler de la Wolfschanze din 20 iulie 1944 și stătea chiar lângă Hitler atunci când a explodat bomba plasată acolo de colonelul Claus von Stauffenberg.
Heusinger a fost rănit în acea explozie și a fost spitalizat, dar a fost arestat și interogat de către Gestapo pentru a se afla care a fost rolul său în conspirația împotriva lui Hitler din iulie 1944. Deși existau dovezi că Heusinger avea relații cu mai mulți conspiratori, nu au existat dovezi suficiente pentru a fi acuzat de complicitate la conspirație și a fost eliberat în octombrie 1944. Cu toate acestea, a fost plasat în „Führer-Reserve” și nu i s-a încredințat nici o altă funcție până pe 25 martie 1945, când a fost numit șef al departamentului de cartografie militară (Chef Wehrmacht-Kartenwesen). A fost luat prizonier de aliații occidentali în mai 1945.

### Perioada postbelică
Internat într-un lagăr de prizonieri din 1945 până în 1947, Heusinger a depus mărturie în cadrul Proceselor de la Nürnberg.
În 1950 a devenit consilier pe probleme militare al lui Konrad Adenauer, primul cancelar al Germaniei de Vest. A lucrat în cadrul Amt Blank, biroul condus de Theodor Blank, care a devenit în 1955 Ministerul Apărării al Republicii Federale Germania.

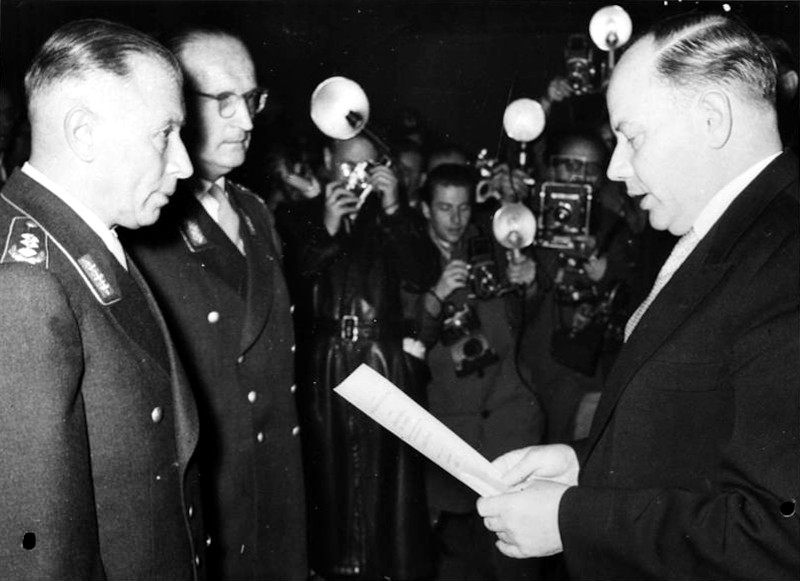
Heusinger și Hans Speidel depunând jurământul în cadrul nou-înființatului Bundeswehr la 12 noiembrie 1955

Odată cu înființarea Bundeswehr-ului (Forțele Armate ale Germaniei de Vest) în 1955, Heusinger a revenit în serviciul militar. La 12 noiembrie 1955 a fost numit Generalleutnant (general-locotenent) în Bundeswehr și președinte al Consiliului de Conducere al Armatei (Militärischer Führungsrat).
În martie 1957 i-a succedat lui Hans Speidel ca șef al departamentului forțelor armate interarme al Bundeswehr-ului (Chef der Abteilung Gesamtstreitkräfte).

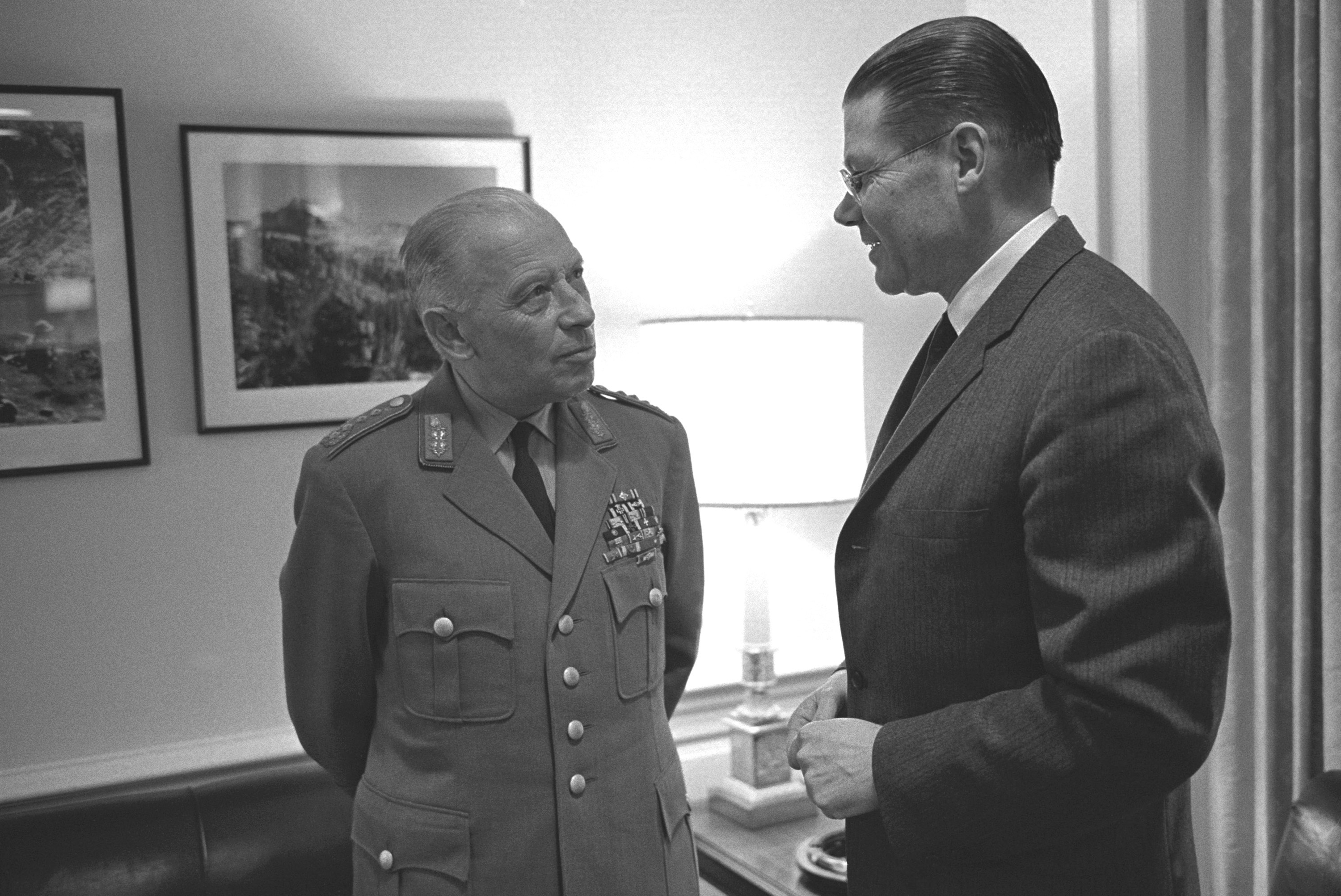
Heusinger cu Robert McNamara la Washington, D.C., 1964

La scurt timp după aceea, în iunie 1957, Heusinger a fost avansat la gradul de general de armată și a fost numit primul inspector general al Bundeswehr-ului (Generalinspekteur der Bundeswehr), îndeplinind această funcție până în martie 1961. În aprilie 1961 a fost numit președinte al Comitetului Militar al NATO de la Washington, D.C., unde a activat până în 1964, când s-a pensionat. Uniunea Sovietică a solicitat la începutul anilor 1960 extrădarea generalului Heusinger pentru a fi judecat pentru crime de război comise în teritoriile sovietice ocupate.
Heusinger a murit la Köln la 30 noiembrie 1982, în vârstă de 85 de ani.
Potrivit documentelor desecretizate în 2014 de Serviciul Federal de Informații, Heusinger ar fi făcut parte din Schnez-Truppe, o armată secretă pe care veteranii din Wehrmacht și Waffen-SS au vrut să o înființeze la începutul anilor 1950.

## Decorații
- Ordinul „Coroana României” cu spade în gradul de Mare Ofițer, cu panglica de „Virtutea Militară” (14 octombrie 1941) „pentru meritele excepționale dovedite în operațiunile contra bolșevicilor”[14]

## Legături externe
- Biografie pe site-ul BMVg
- http://www.dhm.de/lemo/html/biografien/HeusingerAdolf/
- Adolf Heusinger - CIA Arhivat în 23 ianuarie 2017, la Wayback Machine. : Dosarul CIA al lui Heusinger, eliberat în baza Legii privind dezvăluirea crimelor naziste. Documentul arată că Heusinger a parafat Ordinul Commissar și Ordinul Commando, dar, datorită atitudinii sale de cooperare, nu s-au luat măsuri suplimentare.